# Grand Rapids Drive 2015-2016
La stagione 2015-16 dei Grand Rapids Drive fu la 10ª nella NBA D-League per la franchigia.
I Grand Rapids Drive arrivarono quarti nella Central Division con un record di 21-29, non qualificandosi per i play-off.

## Roster
| N° | Naz.                   | Ruolo | Sportivo          | Anno | Alt. | Peso |
| -- | ---------------------- | ----- | ----------------- | ---- | ---- | ---- |
| 0  | Stati Uniti (bandiera) | A     | Ashton Pitts      | 1988 | 201  | 88   |
| 3  | Stati Uniti (bandiera) | A     | Devin Ebanks      | 1989 | 206  | 98   |
| 6  | Panama (bandiera)      | A     | Gary Forbes       | 1985 | 201  | 100  |
| 6  | Stati Uniti (bandiera) | GA    | Darrun Hilliard   | 1993 | 198  | 93   |
| 7  | Stati Uniti (bandiera) | GA    | Dahntay Jones     | 1980 | 198  | 95   |
| 8  | Stati Uniti (bandiera) | G     | Spencer Dinwiddie | 1993 | 198  | 93   |
| 9  | Stati Uniti (bandiera) | G     | Ryan Boatright    | 1992 | 180  | 79   |
| 9  | Stati Uniti (bandiera) | G     | Bruce Massey      | 1990 | 191  | 88   |
| 11 | Stati Uniti (bandiera) | G     | Brandon Jennings  | 1989 | 185  | 77   |
| 12 | Stati Uniti (bandiera) | A     | Xavier Ford       | 1993 | 201  | 95   |
| 14 | Stati Uniti (bandiera) | G     | Stefhon Hannah    | 1985 | 185  | 79   |
| 14 | Stati Uniti (bandiera) | G     | Gary Talton       | 1990 | 185  | 77   |
| 15 | Stati Uniti (bandiera) | G     | Kelsey Barlow     | 1991 | 196  | 91   |
| 17 | Stati Uniti (bandiera) | G     | Lorenzo Brown     | 1990 | 196  | 95   |
| 18 | Stati Uniti (bandiera) | A     | Kammeon Holsey    | 1990 | 203  | 104  |
| 22 | Stati Uniti (bandiera) | GA    | Branden Dawson    | 1993 | 198  | 102  |
| 23 | Stati Uniti (bandiera) | A     | Sam Thompson      | 1992 | 201  | 91   |
| 24 | Stati Uniti (bandiera) | G     | Ralston Turner    | 1991 | 196  | 93   |
| 25 | Stati Uniti (bandiera) | GA    | Reggie Bullock    | 1991 | 201  | 93   |
| 32 | Stati Uniti (bandiera) | AC    | Henry Sims        | 1990 | 208  | 112  |
| 33 | Canada (bandiera)      | C     | Dallin Bachynski  | 1991 | 213  | 120  |
| 33 | Cuba (bandiera)        | A     | Ismael Romero     | 1991 | 203  | 100  |
| 34 | Stati Uniti (bandiera) | C     | Derrick Nix       | 1990 | 203  | 122  |
| 55 | Stati Uniti (bandiera) | A     | Adonis Thomas     | 1993 | 198  | 105  |
| 96 | Stati Uniti (bandiera) | GA    | Melvin Johnson    | 1990 | 198  | 77   |

## Staff tecnico
- Allenatore: Otis Smith
- Vice-allenatori: Tom Abdenour, Dion Glover
- Preparatore atletico: David Germaine